# Радиолокационная станция

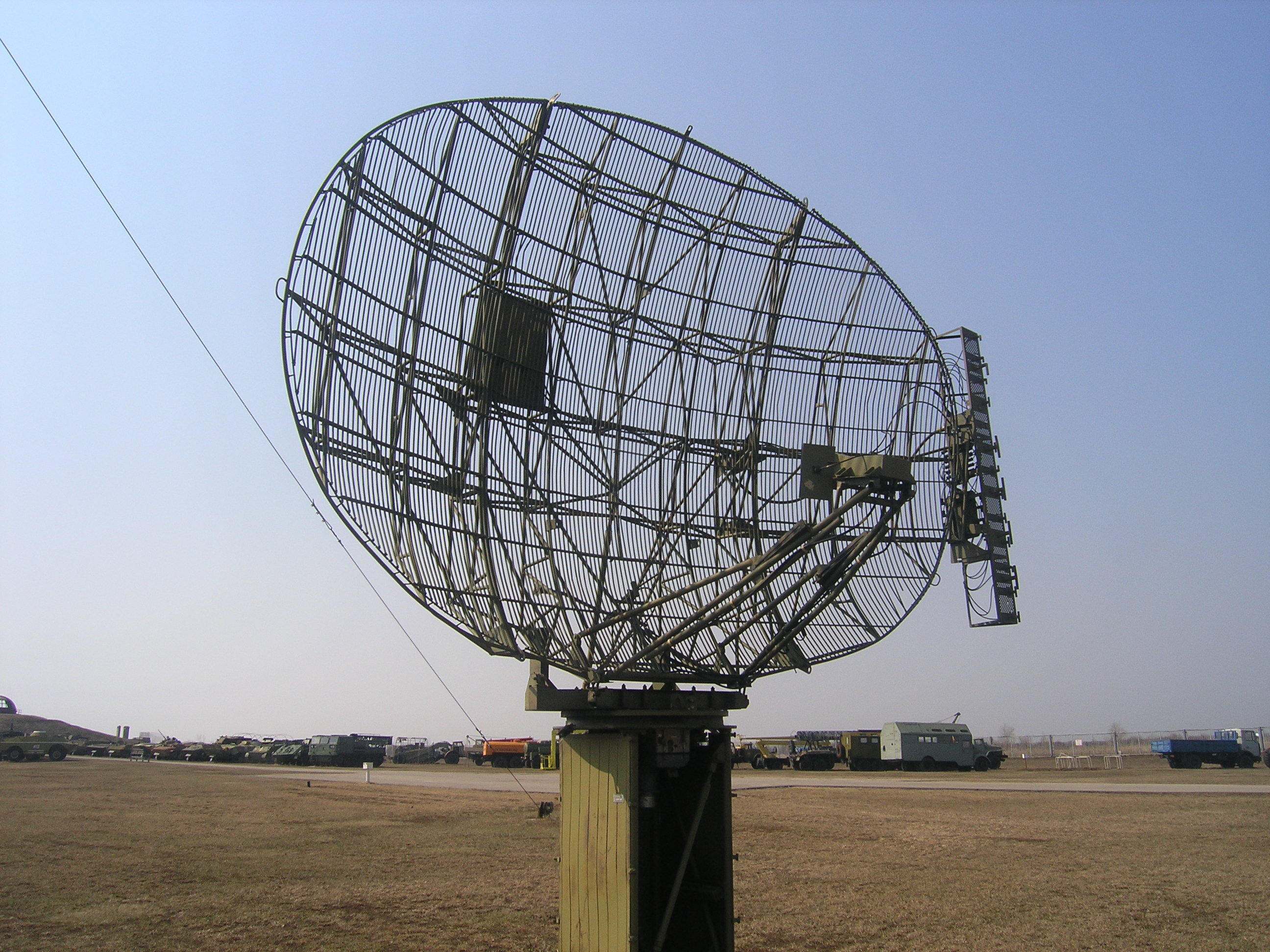
Радар с параболической антенной

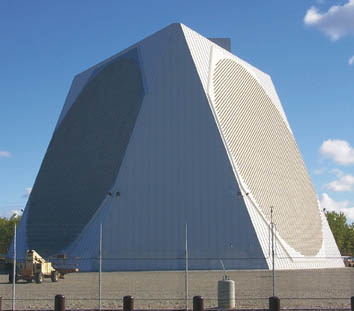
Современный радар на основе ФАР. Станция PAVE PAWS системы раннего предупреждения, расположенная на Аляске.

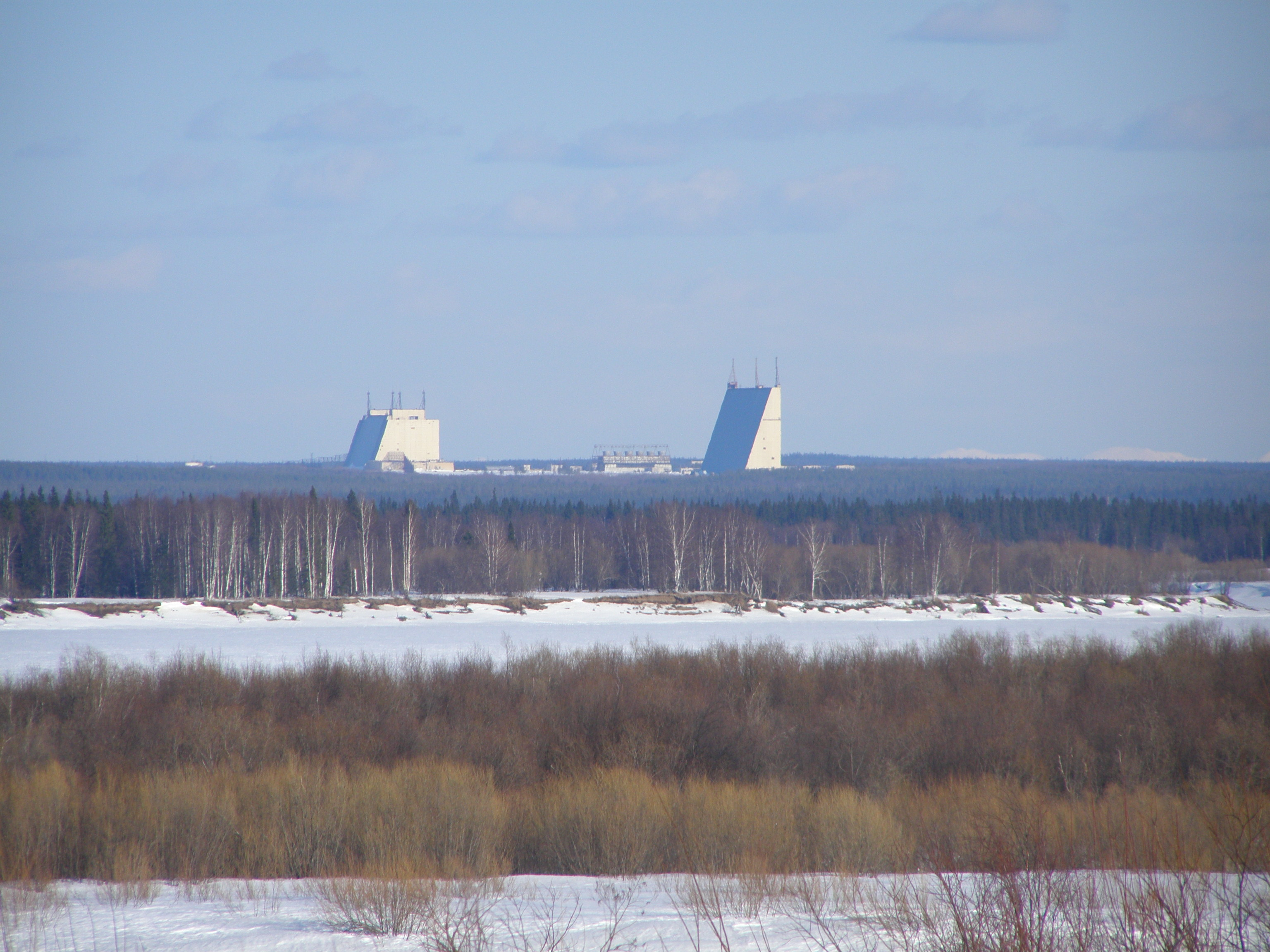
Печорская РЛС раннего обнаружения с разнесёнными приёмником и передатчиком на основе ФАР

Радиолокацио́нная ста́нция (РЛС), рада́р (англ. radar от radio detection and ranging — радиообнаружение и измерение дальности) — радиотехническая система для обнаружения воздушных, морских и наземных объектов, а также для определения их дальности, скорости и геометрических параметров. Использует метод радиолокации, основанный на излучении радиоволн и регистрации их отражений от объектов. Английский термин появился в 1941 году как звуковая аббревиатура (англ. RADAR), впоследствии перейдя в разряд самостоятельного слова.

## История
В 1887 году немецкий физик Генрих Герц начал эксперименты, в ходе которых он открыл существование электромагнитных волн, предсказанных теорией электромагнитного поля Джеймса Максвелла. Герц экспериментально показал возможность генерации и приёма электромагнитных радиоволн и обнаружил, что они по-разному поглощаются и отражаются различными материалами.
В 1897 году русский физик А. С. Попов во время опытов по радиосвязи между кораблями обнаружил явление отражения радиоволн от корпуса корабля. Радиопередатчик в опытах Попова был установлен на верхнем мостике транспорта «Европа», стоявшем на якоре, а радиоприёмник — на крейсере «Африка». В отчёте комиссии, назначенной для проведения этих опытов, А. С. Попов писал:

Влияние судовой обстановки сказывается в следующем: все металлические предметы (мачты, трубы, снасти) должны мешать действию приборов как на станции отправления, так и на станции получения, потому что, попадая на пути электромагнитной волны, они нарушают её правильность, отчасти подобно тому, как действует на обыкновенную волну, распространяющуюся по поверхности воды, брекватер, отчасти вследствие интерференции волн, в них возбуждённых, с волнами источника, то есть влияют неблагоприятно.
…Наблюдалось также влияние промежуточного судна. Так, во время опытов между «Европой» и «Африкой» попадал крейсер «Лейтенант Ильин», и если это случалось при больших расстояниях, то взаимодействие приборов прекращалось, пока суда не сходили с одной прямой линии.

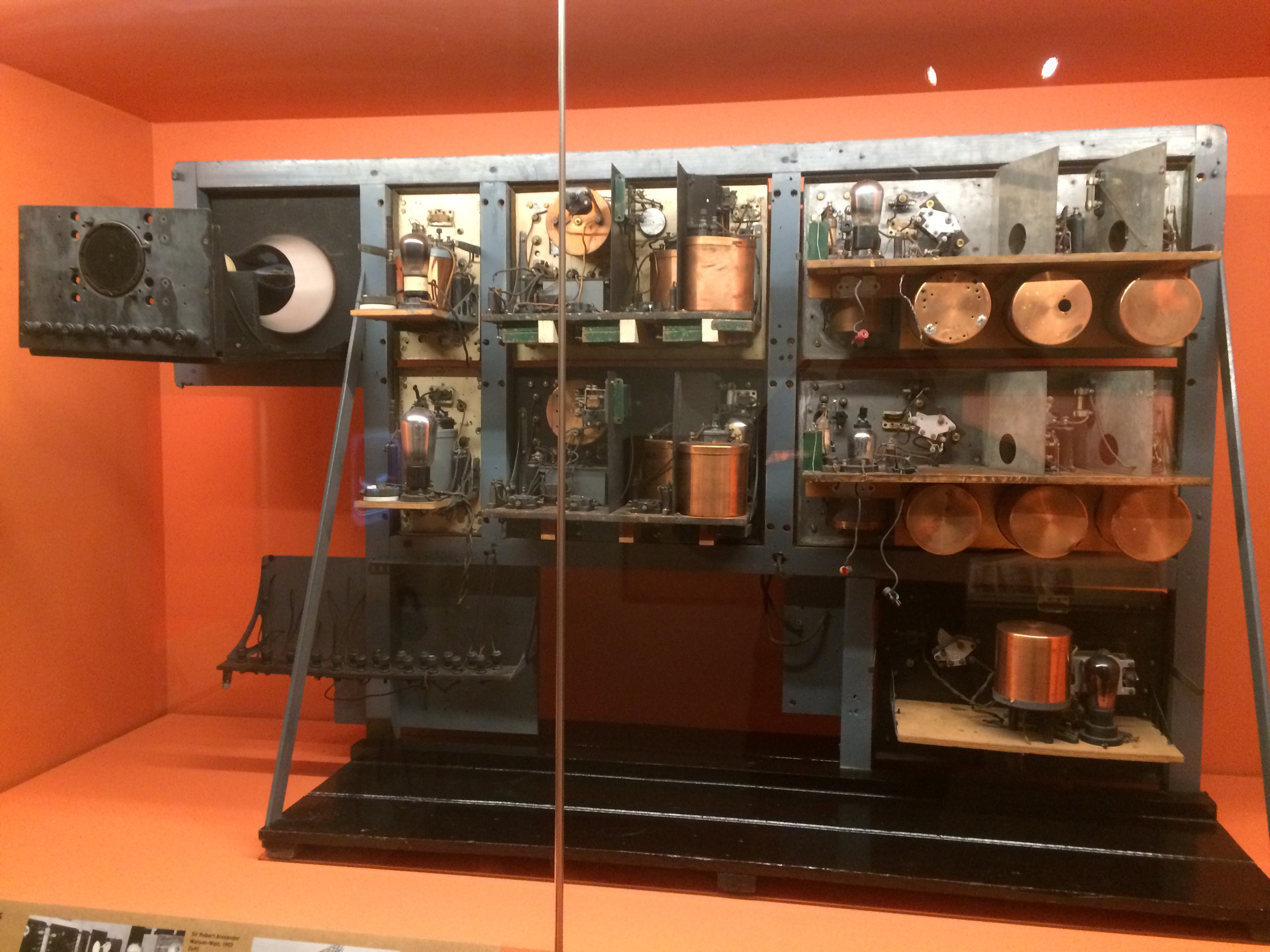
Первый работоспособный блок РЛС, созданный Робертом Уотсон-Уоттом и его командой.

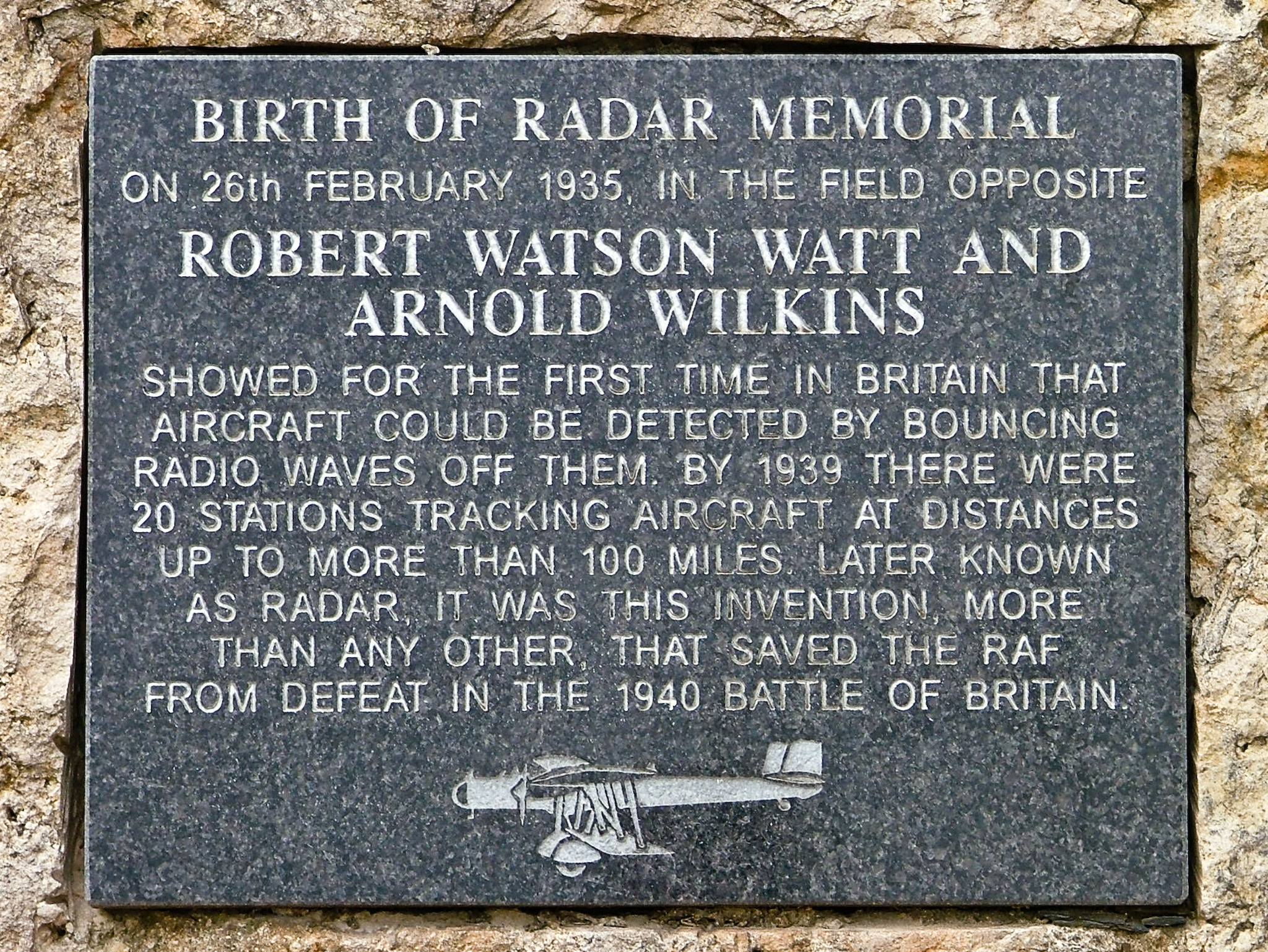
Мемориальная доска, посвящённая Роберту Уотсон-Уотту и Арнольду Уилкинсу

В 1905 году Кристиану Хюльсмейеру был выдан германский патент по заявке идеи радиолокатора от 30 апреля 1904 года.
В США открытие отражения радиоволн приписывают Тейлору и Янгу в 1922 году.
Знания одной лишь основной идеи было недостаточно для практического создания даже самого простого радиолокатора. Помимо основного принципа действия, инженерам пришлось изобрести множество необыкновенно важных и остроумных технических устройств и приборов: магнетроны, клистроны, лампы бегущей волны, волноводы, усилительные и генераторные лампы сложной конструкции. При этом инженеры полагались лишь на собственные силы: многие технические задачи, с которыми пришлось столкнуться во время работы над РЛС, были секретными, что затрудняло обмен информацией между учёными разных стран. Радиотехника длинных волн, с которой исторически началось освоение радиодиапазонов, была неприменима на высоких частотах, потребных для целей радиолокации.
Одно из первых устройств, предназначенных для радиолокации воздушных объектов, продемонстрировал 26 февраля 1935 года шотландский физик Роберт Уотсон-Уотт, который примерно за год до этого получил первый патент на изобретение подобной системы.

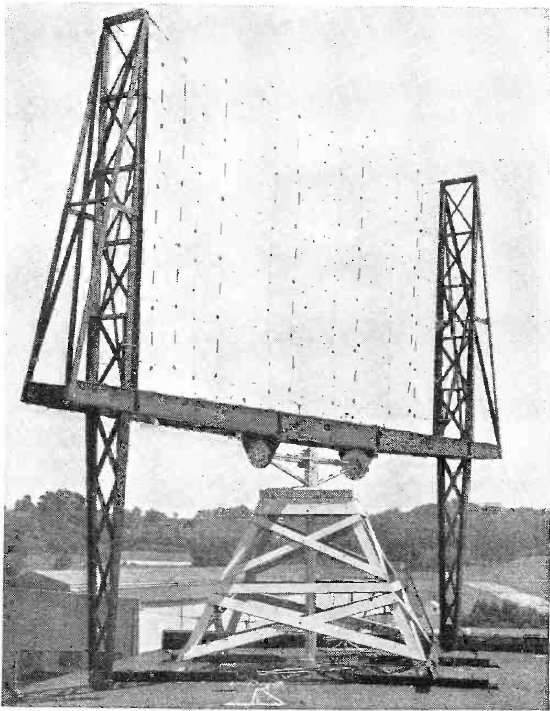
Экспериментальная радиолокационная антенна, Лаборатория военно-морских исследований США, Анакостия, округ Колумбия, конец 1930-х гг.

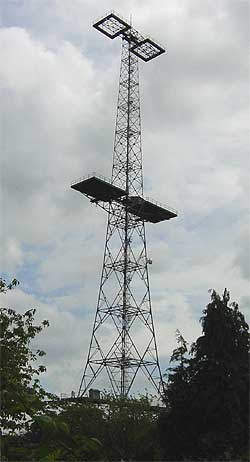
Башня Chain Home в Грейт-Баддоу, Эссекс, Великобритания

Во второй половине 1930-х годов в Великобритании появились первые промышленные образцы РЛС. Они были громоздки, и их можно было располагать только на суше или на крупных кораблях. В 1937 году был испытан опытный образец компактной РЛС, пригодной для размещения на самолёте. Первые авиационные бортовые локаторы предназначались либо для того, чтобы обнаружить вражеские самолёты и корабли при отсутствии оптической видимости, либо для обнаружения атаки с задней полусферы (например, радиолокатор «Моника»). На этом борьба за экономию места, веса и энергии не кончилась, были созданы простые и миниатюрные радиовзрыватели, которые можно было помещать в головки зенитных снарядов. К началу Второй мировой войны в Великобритании была развёрнута система радиолокационных станций Chain Home. История создания радиолокационных станций показана в британском документальном фильме «Секретная война: видеть на сто миль».
В США первый контракт военных с промышленностью для создания РЛС был заключён в 1939 году[уточнить].
Начавшаяся Вторая мировая война потребовала от британских инженеров создание эффективных мер борьбы с налётами немецкой авиации, и летом 1940 года под руководством Генри Тизарда был разработан многорезонаторный магнетрон, ставший основой новой эффективной бортовой радиолокационной системы сантиметрового диапазона, которой в начале 1941 года были оснащены американские и британские самолёты.
Австрийский архитектор Рудольф Компфнер изобрёл усилительную лампу бегущей волны, усиливающую сигнал в миллион раз в широком диапазоне СВЧ-частот. За разработку этого прибора Компфнеру присвоили звание доктора физики.

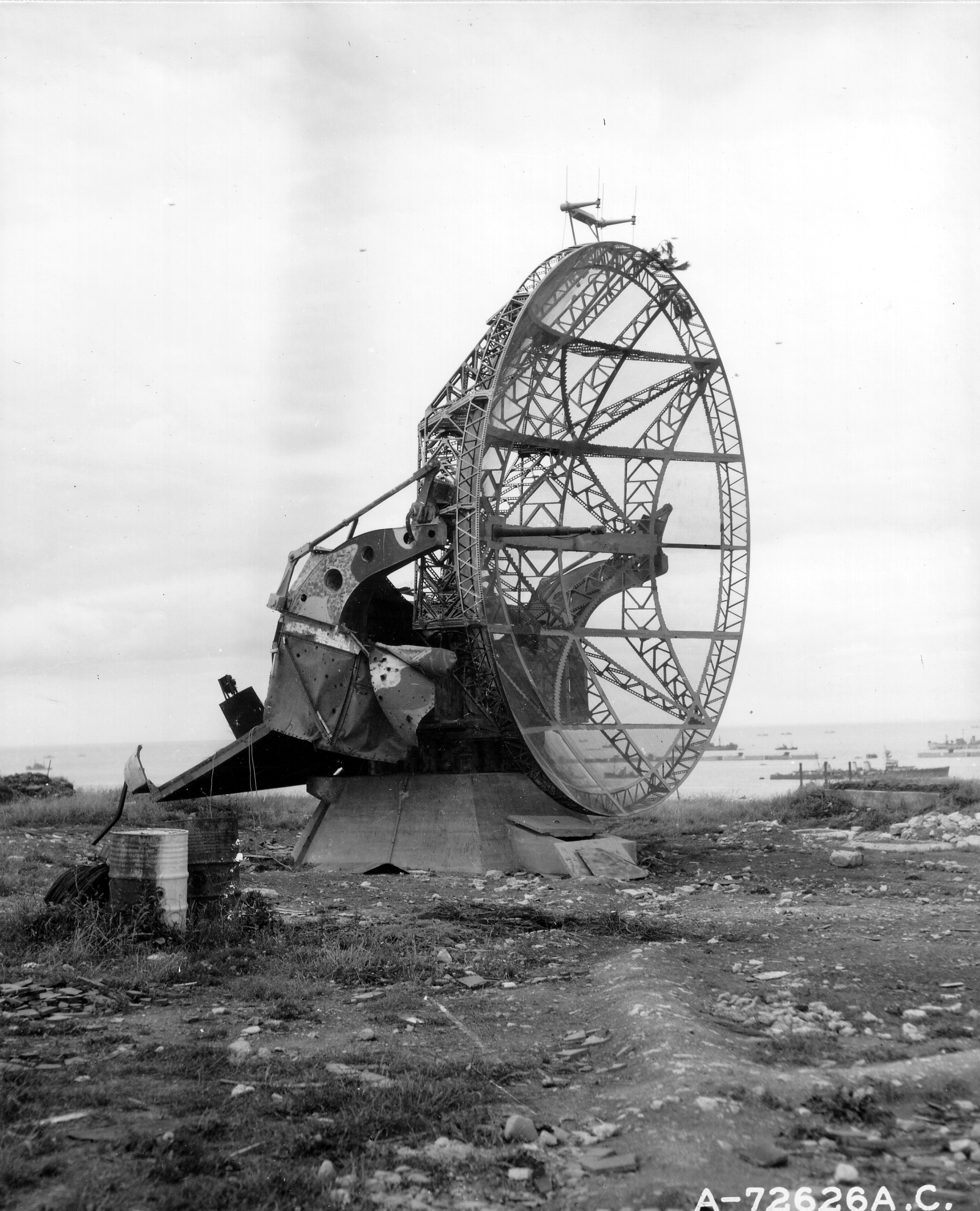
Немецкий радар FuMo 214 Вюрцбург-Ризе на побережье Нормандии, 1944

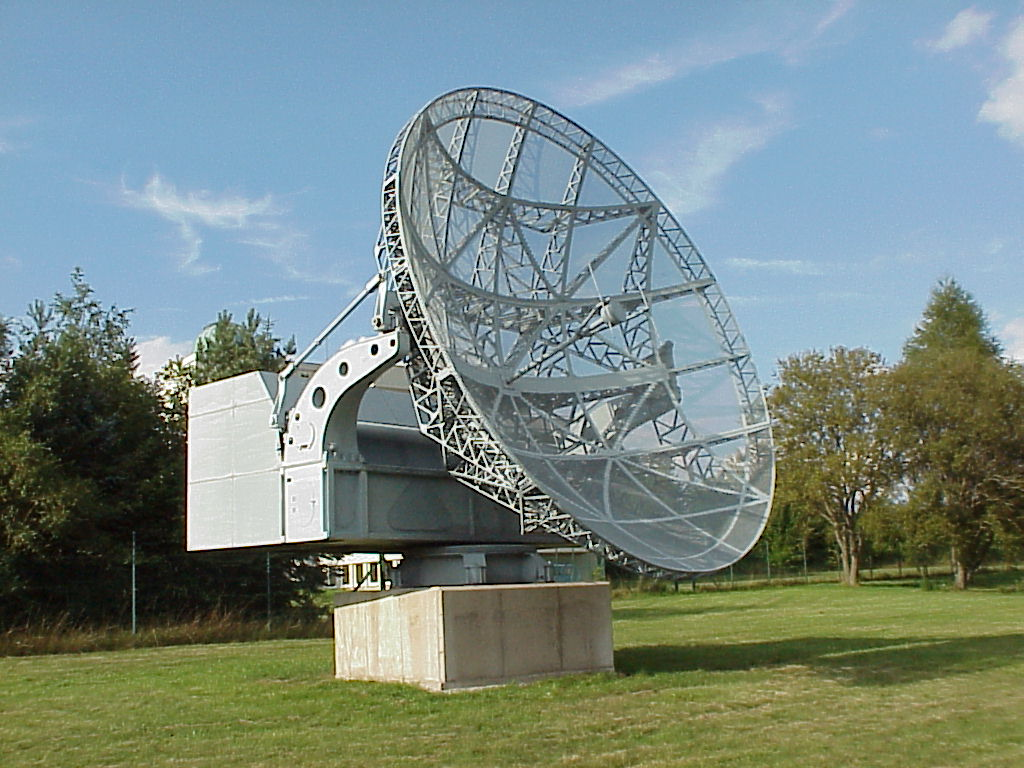
Вюрцбург (радар)

Для защиты своих городов от налётов бомбардировочной авиации в Германии были созданы зенитные батареи, управляемые радарами типа «Вюрцбург» с частотой излучения 560 мегагерц. Ответственным за организацию противовоздушной обороны был генерал Каммхубер, создавший так называемую линию Каммхубера.
В ходе операции «Брюневаль», проведённой английскими коммандос в феврале 1942 на побережье Франции в провинции Приморская Сена (Верхняя Нормандия), тайна немецких радаров была раскрыта. Для постановки помех для немецких радаров союзники применили передатчики, излучающие помеху в некоторой полосе частот при средней частоте 560 мегагерц. Сначала такими передатчиками оснащали бомбардировщики.
Когда немецкие лётчики научились вести истребители на сигналы помех, словно на радиомаяки, вдоль южного побережья Англии расположили громадные американские передатчики «Туба» (Project Tuba), разработанные в радиолаборатории Гарвардского университета.
От их мощных сигналов радиооборудование истребителей немцев «слепло» в Европе, а бомбардировщики союзников, избавившись от преследователей, спокойно летели на свои аэродромы через Ла-Манш.

### В СССР

#### Первые радиолокационные станции
В Советском Союзе поиски новых способов обнаружения самолётов развернулись в начале 1930-х, когда стало ясно, что с дальнейшим ростом скоростей авиации зенитные прожекторы и звукоулавливатели, из-за малой дальности действия, не смогут обеспечить заблаговременное предупреждение о налётах авиации, и воздушная разведка станет наиболее узким местом в системе ПВО. Разворачиванию исследований в области радиолокации предшествовали эксперименты по обнаружению самолёта по его тепловому излучению (1932-34 гг. ВЭИ) и радиоизлучению от системы зажигания двигателя (1930 г. М. А. Фёдоров, НИИИС КА), которые не дали удовлетворительного результата, дальность не превысила нескольких километров.
В июне 1933 г. вопросы финансирования и начала НИР по радиообнаружению (термин радиолокация появился позже) обсуждались К. Е. Ворошиловым и М. Н. Тухачевским.
В октябре 1933 года, по предложению ГАУ (представитель М. М. Лобанов), опыт по практической радиолокации самолёта согласился провести 26-летний руководитель группы дециметровых волн Центральной радиолаборатории Ю. К. Коровин. В качестве радиолокационной станции была приспособлена аппаратура радиосвязи дециметровых волн, созданная и испытанная группой Коровина летом 1933 года. Экспериментальный радиолокатор представлял собой две параболические антенны диаметром 2 метра и работал на волне 50 см (600 МГц), мощность передатчика, работающего в непрерывном режиме, составила всего 0,2 Вт, отражённый сигнал контролировался на слух при помощи сверхрегенеративного радиоприёмника. 3 января 1934 года на установке Коровина был успешно проведён первый в СССР эксперимент по обнаружению самолёта радиолокационным методом. Максимальная дальность при высоте полёта 150 м составила 600—700 м. В отчёте «Пеленгация самолётов на ДЦВ», направленном в ГАУ 14 февраля 1934 г., Коровин высказал уверенность в возможности увеличения дальности до 8-10 км при дальнейшем совершенствовании аппаратуры.
16 января 1934 г. в ЛФТИ у академика А. Ф. Иоффе прошло совещание по вопросу радиолокации с участием академиков А. А. Чернышева, С. И. Вавилова, профессоров Н. Н. Андреева, Н. Д. Папалекси, А. А. Лебедева, Д. А. Рожанского, В. П. Линника, сотрудников ЛФТИ, ЛЭФИ и представителей Управления ПВО. В этом же году маршал Тухачевский в письме правительству СССР написал: «Опыты по обнаружению самолётов с помощью электромагнитного луча подтвердили правильность положенного в основу принципа». Вскоре работы по радиолокации развернулись широким фронтом, заказчиками выступали Главное артиллерийское управление и Управление ПВО РККА. Всего выделяется пять основных научных направлений, по которым в предвоенный период было разработано более десятка экспериментальных РЛС разного типа и назначения, однако большинство из них, по разным причинам, не были доведены до серийного производства.
Первым направлением стало продолжение работ Ю. К. Коровина по заказам ГАУ, которые проходили в г. Горький (Нижний Новгород) на базе ЦВИРЛ под шифром «Енот». В мае 1935 года установка достигла дальности обнаружения 3 км, последующее улучшение параметров породило трудности, связанные с подавлением микрофонного эффекта, отсутствием малошумящих ламп и др. В сентябре 1937 г. работы были прекращены в связи с тем, что параллельное направление в НИИ-9 оказалось более успешным.
Второе направление было организовано 11 января 1934 года в Ленинградском электрофизическом институте (ЛЭФИ) также по заказу ГАУ. Работой занималась лаборатория Б. К. Шембеля под общим руководством А. А. Чернышёва. Направление рассматривалось заказчиком как параллельное и конкурирующее с группой Коровина. Летом 1935 года экспериментальная установка с непрерывным излучением на волне 21-29 см показала дальность 5-6 км по самолёту У-2. Осенью 1935 года ЛЭФИ объединился с Радиоэкспериментальным институтом (М. И. Кугушев), а позднее и с НИИ телевидения и вошли в состав нового секретного НИИ-9, научным руководителем которого стал М. А. Бонч-Бруевич. В сентябре 1936 г. лабораторией Шембеля создан передвижной двухкоординатный радиоискатель «Буря», способный обнаруживать самолёты на дальностях 10-11 км. В этом же месяце в институте прошла научно-техническая конференция по радиообнаружению под председательтвом А. В. Шулейкина и с участием ведущих учёных и инженеров радиолокаторщиков страны, которая позволила оценить результаты и скоординировать ход исследований. Параллельно НИИ-9 вёл обширные теоретические исследования по антенным системам и СВЧ радиотехнике, результаты которых были использованы уже в послевоенное время. В конце 1939 г. экспериментальные радиоискатели Б-2 («Мимас»), Б-3 и импульсный радиодальномер «Стрелец» НИИ-9 работали на дальностях до 20 км. Промышленный образец РЛС для зенитной артиллерии, выполненной на базе радиоискателя «Мимас» и дальномера «Стрелец» под шифром «Луна», был заказан Комитетом обороны в июне 1940 года, однако заказ не был выполнен, так как во время эвакуации лаборатории ленинградского НИИ-9 оказались разбросаны по разным городам СССР, а испытательная база Островки на берегу Невы уничтожена и институт прекратил существование.
Третье направление возникло 19 февраля 1934 года, когда Управление ПВО РККА заключило договор с ЛЭФИ на разработку станции воздушной разведки. В результате этого к сентябрю 1934 г. лабораторией Шембеля была создана и испытана экспериментальная РЛС «Рапид», работающая на частоте 63 МГц «на просвет» с непрерывным излучением с длиной контролируемого участка до 50 км. Первая опытная установка «Рапид» была опробована П. Ощепковым в том же году: передатчик был установлен в Москве на крыше дома № 14 по Красноказарменной улице, приёмник — в районе посёлка Новогиреево; присутствовали М. Н. Тухачевский, Н. Н. Нагорный, М. В. Шулейкин. В октябре УПВО неожиданно расторгает договор и по приказу М. Н. Тухачевского создаёт своё ведомственное КБ УПВО под руководством П. К. Ощепкова, которое начинает разработку радиолокационного комплекса «Электровизор», состоящего из системы «Вега» и двух систем «Конус» (ближняя и дальняя). В начале 1935 г. Ощепков решает дополнить «Электровизор» импульсной системой «Модель-2». Разработка такого масштаба оказалась не под силу молодому КБ и к лету 1936 года, когда была запланирована постановка на вооружение, ни одна из систем комплекса не смогла показать на испытаниях значимых результатов из-за многочисленных недоработок. Через год Ощепков был репрессирован по делу Тухачевского, а КБ УПВО преобразовано в научный сектор НИИИС КА, в котором на основе установки «Рапид» была создана РЛС «Ревень», принятая на вооружение в сентябре 1939 года под названием РУС-1.
Четвертое направление возникло в ЛФТИ в сентябре 1934 года, когда лаборатория Д. А. Рожанского (с сентября 1936 г. Ю. Б. Кобзарев) начала исследования радиолокации по заказам УПВО РККА. В марте 1935 года ЛФТИ подключился к разработке импульсного радиолокатора для системы «Модель-2» КБ УПВО, а затем продолжил эту тему с НИИИС КА. В апреле 1937 г. на экспериментальной установке получена дальность 5 км, в августе 1938 г. — 50 км. На базе этого через год силами института и НИИИС КА была изготовлена и испытана опытная подвижная установка «Редут» на автомобильной базе, показавшая максимальную дальность по самолётам до 95 км, это был блестящий показатель для своего времени. С апреля 1939 года, решением Комитета обороны, к изготовлению опытных образцов подключился НИИ радиопромышленности (НИИ-20 Остехбюро), зимой 1939-40 гг. «Редут» испытан в реальных боевых действиях во время Советско-финского конфликта. 26 июля 1940 года станция, под названием РУС-2, принята на вооружение войск ПВО, однако в процессе производства НИИ-20 (инж. Д. С. Михалевич) предложил значительно усовершенствовать станцию, превратив её из двухантенной в одноантенную. Новый проект получил название «Редут-41», а затем «Пегматит», две опытные станции нового типа были изготовлены в мае 1941 г. и приняты на вооружение под названием РУС-2с. В 1940 г. на базе «Редута» НИИ-20 начал разрабатывать бортовую авиационную импульсную РЛС «Гнейс» (А. Б. Слепушкин, А. А. Фин, В. В. Тихомиров), которая впервые была применена на самолётах Пе-2 в битвах под Москвой и Сталинградом.
Пятое направление возникло в Украинском физико-техническом институте (УФТИ) в Харькове, где с 1932 года работал отдел электромагнитных колебаний под руководством А. А. Слуцкина, в инициативном порядке проводивший исследования и разработки магнетронов. В марте 1937 года УФТИ получил заказ от Управления связи РККА на создание импульсной станции орудийной наводки на волну 60-65 см. В середине 1938 года опытная установка «Зенит» показала дальность 3 км, её усовершенствованный вариант, на испытаниях в сентябре 1940 года, достиг дальности 30 км. Это была первая советская РЛС, способная определять три координаты цели, однако большая мёртвая зона (6 км) и длительное определение координат (десятки секунд) не подходили для зенитной артиллерии, станция была отправлена на доработку. В 1941 г. УФТИ начал создание новой РЛС под шифром «Рубин» но работы были прерваны войной и продолжились уже в эвакуации совместно с НИИИС КА..

#### РЛС во время Великой Отечественной войны
В начале войны СССР имел 45 РЛС РУС-1, выпуск которых уже прекратился как устаревших, около 10 РЛС РУС-2 и два комплекта новых одноантенных РЛС «Пегматит» (РУС-2с), проходивших испытания. Дополнительно в первые месяцы войны разными НИИ было введено в действие несколько экспериментальных РЛС, наиболее мощные работали под Ленинградом в районе Токсово (ЛФТИ) и под Москвой, в районе Можайска, где силами НИИ-20 была смонтирована РЛС «Порфир» (умощненный вариант РУС-2 с дальностью более 200 км), благодаря которой удалось отразить первый массированный авианалёт на Москву.

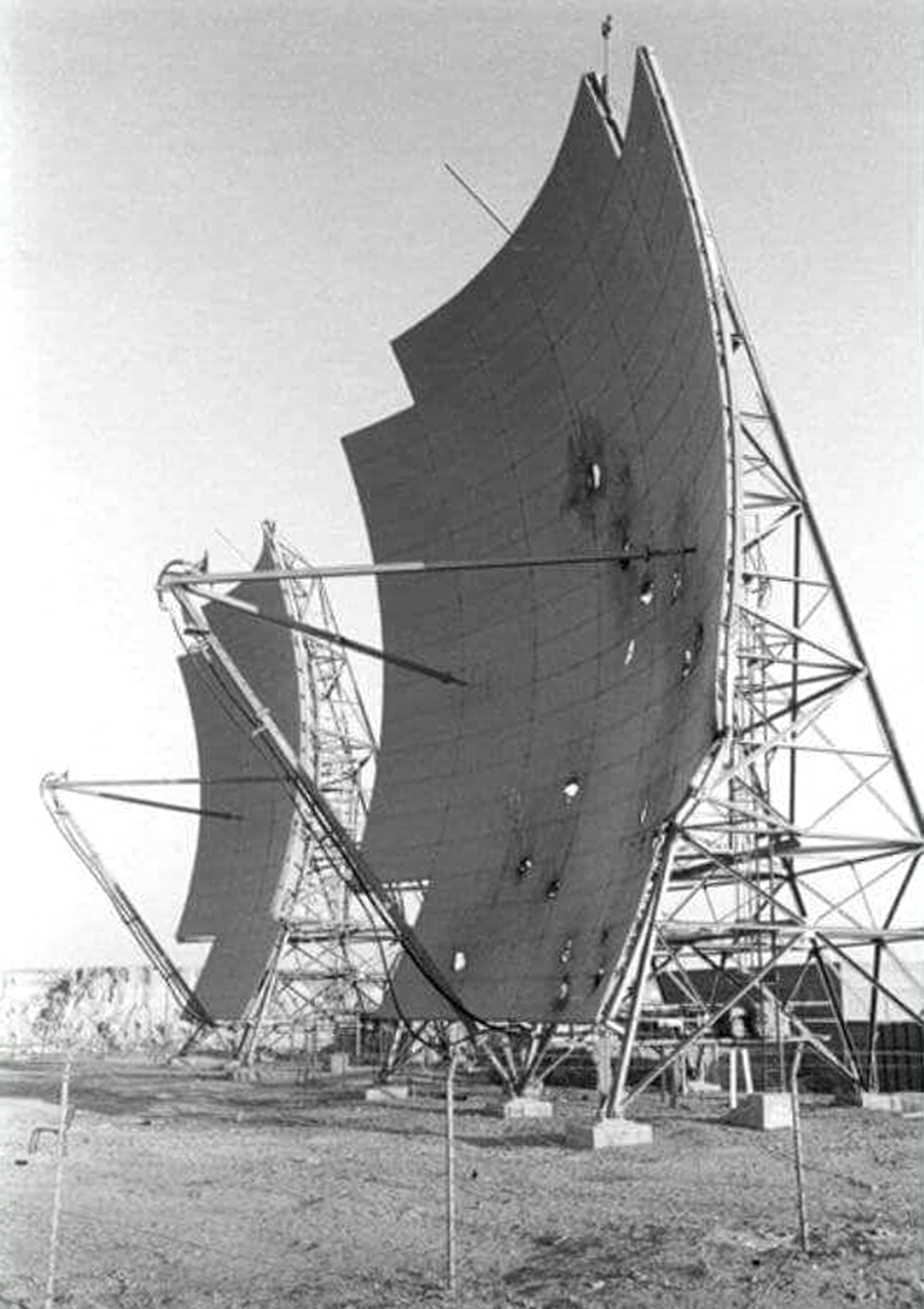
Израильская РЛС в Шарм-эш-Шейхе, выведенная из строя ударом египетского истребителя МиГ-21 в октябре 1973 года

Во время войны была тщательно изучена радиолокационная техника, поступившая в СССР по Ленд-лизу из Англии, США и Канады, а позднее, в конце войны, и радиолокационная техника Германии. С 1942 года, уже в эвакуации, возобновились выпуск и разработка новых советских РЛС. К концу войны было выпущено около 500 комплектов станций РУС-2 (большинство контейнерно-разборных, типа «Пегматит»), 124 комплекта станций орудийной наводки СОН-2от, более 250 бортовых РЛС «Гнейс» разных модификаций и др.
4 июля 1943 года в соответствии с Постановлением ГКО от № 3686сс «О радиолокации» был сформирован Совет по радиолокации при ГКО. Его инициаторами стали военный инженер М. М. Лобанов и учёный А. И. Берг. Совет сыграл большую роль в развитии советской радиолокации, способствуя более разумной координации и планированию работ. Также он инициировал сбор и распространение отечественной и зарубежной научной информации.

### В период «холодной войны»
В 1946 году американские специалисты Реймонд и Хачертон написали: «Советские учёные успешно разработали теорию радара за несколько лет до того, как радар был изобретён в Англии».
Большое внимание в системе ПВО уделяется решению проблемы своевременного обнаружения низколетящих воздушных целей.
После убийства президента США Дж. Ф. Кеннеди 22 ноября 1963 года активизировались научно-исследовательские работы по созданию технических средств обнаружения снайперов. В 1965 году в США начали разработку специализированного радара для спецслужб и полицейских структур, исполнение этого контракта было поручено «Cornell Aeronautical Laboratory» в штате Нью-Йорк. В дальнейшем в проект были внесены уточнения — было высказано пожелание, чтобы получившееся устройство было достаточно компактным для монтажа на одной автомашине. В 1969 году был представлен экспериментальный образец, способный обнаружить одиночный выстрел пулей из винтовки под патрон 7,62 × 51 мм НАТО или выстрел ружейной пулей из гладкоствольного ружья 20-го калибра на расстоянии до 1000 футов с точностью до 45 градусов; работы были продолжены с целью создания прибора с улучшенными характеристиками.

## Классификация
По сфере применения различают:
- военные РЛС;
- гражданские РЛС.

По назначению:
- РЛС обнаружения;
- РЛС управления и слежения;
- панорамные РЛС;
- РЛС бокового обзора;
- РЛС следования рельефу местности (terrain-following radar);
- метеорологические РЛС;
- РЛС целеуказания;
- РЛС контрбатарейной борьбы;
- навигационная РЛС, НРЛС:
- РЛС обзора обстановки.

По характеру носителя:
- береговые РЛС;
- морские РЛС;
- бортовые РЛС;
- мобильные РЛС.

По характеру принимаемого сигнала:
- первичные, или РЛС с пассивным ответом[19];
- вторичные, или РЛС с активным ответом[19];
- совмещённые.

По методу действия:
- надгоризонтный радиолокатор;
- загоризонтный радиолокатор.

По диапазону волн:
- метровые;
- дециметровые;
- сантиметровые;
- миллиметровые.

## Первичный радиолокатор

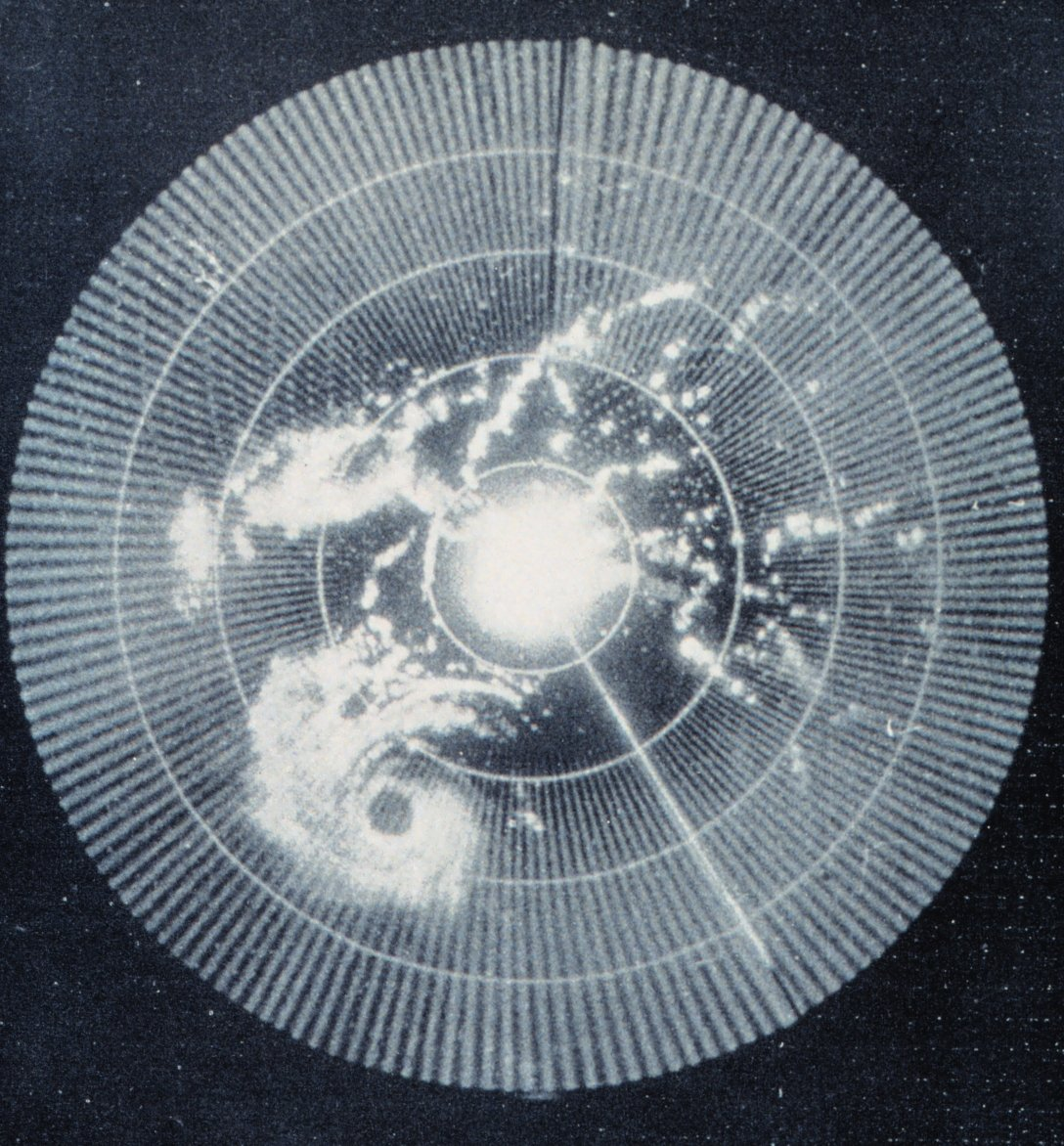
Яркость может указывать на отражательную способность, как на этом изображении метеорологического радиолокатора 1960 года (урагана Эбби). Частота радара, форма импульса, поляризация, обработка сигнала и антенна определяют, что он может наблюдать.

Изменение длины волны, вызванное движением источника.

Высота эха над Землёй
Где:
r: дальность радиолокационной цели
ke: 4/3
ae: Радиус Земли
θe: угол места над горизонтом РЛС
ha: высота рупора над Землёй

Первичный (с пассивным ответом) радиолокатор, в основном, служит для обнаружения целей, облучая их электромагнитной волной и затем принимая отражения (эхо) от цели. Поскольку скорость электромагнитных волн постоянна (скорость света), становится возможным определить расстояние до цели, основываясь на измерении различных параметров при распространении сигнала.
В основе устройства радиолокационной станции лежат три компонента: передатчик, антенна и приёмник.
Передатчик (передающее устройство) является источником электромагнитного сигнала. Он может представлять собой мощный импульсный генератор. Для импульсных РЛС сантиметрового диапазона — обычно магнетрон или импульсный генератор, работающий по схеме: задающий генератор — мощный усилитель, использующий в качестве генератора чаще всего лампу бегущей волны (ЛБВ), а для РЛС метрового диапазона часто используют триодную лампу. РЛС, которые используют магнетроны, некогерентны или псевдо-когерентны, в отличие от РЛС на основе ЛБВ. В зависимости от способа измерения дальности, передатчик работает либо в импульсном режиме, формируя повторяющиеся короткие мощные электромагнитные импульсы, либо излучает непрерывный электромагнитный сигнал.
Антенна выполняет излучение сигнала передатчика в заданном направлении и приём отражённого от цели сигнала. В зависимости от реализации приём отражённого сигнала может осуществляться либо той же самой антенной, либо другой, которая иногда может располагаться на значительном расстоянии от передающей. В случае, если передача и приём совмещены в одной антенне, эти два действия выполняются поочерёдно, а чтобы мощный сигнал передатчика не просачивался в приёмник, перед приёмником размещают специальное устройство, закрывающее вход приёмника в момент излучения зондирующего сигнала.
Приёмник (приёмное устройство) выполняет усиление и обработку принятого сигнала. В самом простом случае результирующий сигнал подаётся на лучевую трубку (экран), которая показывает изображение, синхронизированное с движением антенны.
Различные РЛС основаны на различных методах измерения параметров отражённого сигнала.

### Частотный метод
Частотный метод измерения дальности основан на использовании частотной модуляции излучаемых непрерывных сигналов.
В классической реализации данного метода (ЛЧМ) за полупериод частота меняется по линейному закону от f1 до f2. Из-за запаздывания при распространении сигнала разница частот излучаемого и принимаемого сигналов прямо пропорциональна времени распространения. Измеряя её и зная параметры излучаемого сигнала, можно определить дальность до цели.
Достоинства:
- позволяет измерять очень малые дальности;
- используется маломощный передатчик.

Недостатки:
- необходимо использование двух антенн;
- ухудшение чувствительности приёмника вследствие просачивания через антенну в приёмный тракт излучения передатчика, подверженного случайным изменениям;
- высокие требования к линейности изменения частоты.

### Фазовый метод
Фазовый (когерентный) метод радиолокации основан на выделении и анализе разности фаз отправленного и отражённого сигналов, которая возникает из-за эффекта Доплера, когда сигнал отражается от движущегося объекта. При этом передающее устройство может работать как непрерывно, так и в импульсном режиме. В одночастотном режиме излучения основным преимуществом данного метода является то, что он «позволяет наблюдать только движущиеся объекты, а это исключает помехи от неподвижных предметов, расположенных между приёмной аппаратурой и целью или за ней».
Однозначный диапазон измерения дальности при одночастотном зондировании определяется выражением:
{\displaystyle D_{max}={c \over 2f},}
где {\displaystyle \;c} — скорость света;
{\displaystyle \;f} — частота излучения.
Чтобы расширить диапазон однозначного измерения дальности, на практике используют более сложные схемы, в которых присутствуют две и больше частот. В этом случае однозначная дальность определяется максимальным частотным разнесением {\displaystyle \delta {f}} излучаемых сигналов:
{\displaystyle D_{max}={c \over 2{\delta {f}}}.}
Достоинства:
- маломощное излучение, так как генерируются незатухающие колебания;
- точность не зависит от доплеровского сдвига частоты отражения;
- достаточно простое устройство.

Недостатки:
- отсутствие разрешения по дальности (устраняется за счёт использования многочастотных сигналов[21]);
- ухудшение чувствительности приёмника вследствие проникновения через антенну в приёмный тракт излучения передатчика, подверженного случайным изменениям.

### Импульсный метод

Принцип действия импульсного радара

Принцип определения расстояния до объекта с помощью импульсного радара

Принцип определения расстояния до цели импульсным методом

Многолучевые эхо-сигналы радара от цели вызывают появление призраков

Современные радары сопровождения обычно построены как импульсные радиолокаторы. Импульсный радар передаёт излучающий сигнал только в течение очень краткого времени, коротким импульсом (длительность порядка микросекунд), после чего переходит в режим приёма и слушает эхо, отражённое от цели, в то время как излучённый импульс распространяется в пространстве.
Поскольку импульс уходит далеко от радара с постоянной скоростью, между временем, прошедшим с момента посылки импульса до момента получения эхо-ответа, и расстоянием до цели —  прямая зависимость. Следующий импульс имеет смысл послать только через некоторое время, а именно после того, как предыдущий импульс придёт обратно (это зависит от дальности обнаружения радара, мощности передатчика, усиления антенны, чувствительности приёмника). Если импульс посылать раньше, то эхо от предыдущего импульса от отдалённой цели может быть ошибочно принято как эхо от второго импульса от близкой цели.
Промежуток времени между импульсами называют периодом повторения импульса (англ. Pulse Repetition Interval, PRI), обратная к нему величина — важный параметр, который называют частотой повторения импульса (ЧПИ, англ. Pulse Repetition Frequency, PRF). Радары низкой частоты дальнего обзора обычно имеют интервал повторения в несколько сотен импульсов в секунду. Частота повторения импульсов является одним из отличительных признаков, по которым возможно дистанционное определение модели РЛС.
Достоинства импульсного метода измерения дальности:
- возможность построения РЛС с одной антенной;
- простота индикаторного устройства;
- удобство измерения дальности нескольких целей.

Недостатки:
- необходимость использования больших импульсных мощностей передатчика;
- невозможность измерения малых дальностей до цели из-за мёртвой зоны.

### Устранение пассивных помех

Импульсно-доплеровская обработка отражённого сигнала. Эхо-сигнал, принятый на интервале между импульсами переводится из временно́й области в частотную область с помощью быстрого преобразования Фурье. После обработки частотного спектра получают характеристики цели — скорость, дальность, размеры.

Упрощённая блок-схема радара

Одной из основных проблем импульсных РЛС является подавление сигналов, отражающихся от неподвижных объектов: земной поверхности, высоких холмов, гребней волн и т. п. Если, к примеру, цель находится на фоне высокого холма, отражённый сигнал от этого холма полностью перекроет сигнал от цели. Для наземных РЛС эта проблема проявляется при работе с низколетящими объектами. Для бортовых импульсных РЛС она выражается в том, что отражение от земной поверхности затеняет все объекты, лежащие ниже самолёта с радиолокатором.
Методы устранения помех используют, так или иначе, эффект Доплера (частота волны, отражённой от приближающегося объекта, увеличивается, от уходящего объекта — уменьшается).
Самый простой радар, который может обнаружить цель в помехах — радар с селекцией движущихся целей (СДЦ) — импульсный радар, который сравнивает отражения более чем от двух или больше интервалов повторения импульса. Любая цель, которая движется относительно радара, производит изменение в параметре сигнала (стадия в последовательном СДЦ), тогда как помехи от неподвижных объектов остаются неизменными. Устранение помех происходит путём вычитания отражённого сигнала, полученного на двух последовательных интервалах. На практике устранение помех может быть осуществлено в специальных устройствах — череспериодных компенсаторах  или программной обработкой цифровой системой.
Неустранимым недостатком СДЦ, работающих с постоянной ЧПИ, является невозможность обнаружения целей со специфическими круговыми скоростями (целей, которые производят изменения фаз точно в 360 градусов). Скорость, при которой цель становится невидимой для радиолокатора, зависит от рабочей частоты станции и от ЧПИ. Для устранения недостатка современные СДЦ излучают несколько импульсов с различными ЧПИ. ЧПИ подбираются такими образом, чтобы число «невидимых» скоростей было минимальным.
Импульсно-доплеровские РЛС, в отличие от РЛС с СДЦ, используют другой, более сложный способ избавления от помех. Принятый сигнал, содержащий информацию о целях и помехах, передаётся на вход блока фильтров Доплера. Каждый из фильтров пропускает сигнал определённой частоты. На выходе из фильтров вычисляются производные от сигналов. Способ помогает находить цели с заданными скоростями, может быть реализован аппаратно или программно, не позволяет (без модификаций) определить расстояния до целей. Для определения расстояний до целей можно разделить интервал повторения импульса на отрезки (называемые отрезками дальности) и подавать сигнал на вход блока фильтров Доплера в течение данного отрезка дальности. Вычислить расстояние удаётся только при многократных повторениях импульсов на разных частотах (цель появляется на различных отрезках дальности при разных ЧПИ).
Важное свойство импульсно-доплеровских РЛС — когерентность сигнала, фазовая зависимость отправленных и полученных (отражённых) сигналов.
Импульсно-доплеровские РЛС, в отличие от РЛС с СДЦ, успешнее обнаруживают низколетящие цели. На современных истребителях эти РЛС используются для воздушного перехвата и управления огнём (радары AN/APG-63, 65, 66, 67 и 70). Современные реализации в основном программные: сигнал оцифровывается и отдаётся на обработку отдельному процессору. Часто цифровой сигнал преобразуется в форму, удобную для других алгоритмов, с помощью быстрого преобразования Фурье. Использование программной реализации по сравнению с аппаратной имеет ряд преимуществ:
- возможность выбора оптимального алгоритма обработки сигнала из нескольких доступных;
- возможность изменения численных параметров алгоритмов;
- возможность добавления/изменения алгоритмов (путём смены прошивки).

Перечисленные достоинства наряду с возможностью хранения данных в ПЗУ позволяют, в случае необходимости, быстро приспособиться к технике глушения противника.

### Устранение активных помех
Наиболее эффективным методом борьбы с активными помехами является использование в РЛС цифровой антенной решётки, позволяющей формировать провалы в диаграмме направленности в направлениях на постановщики помех.

## Вторичный радиолокатор

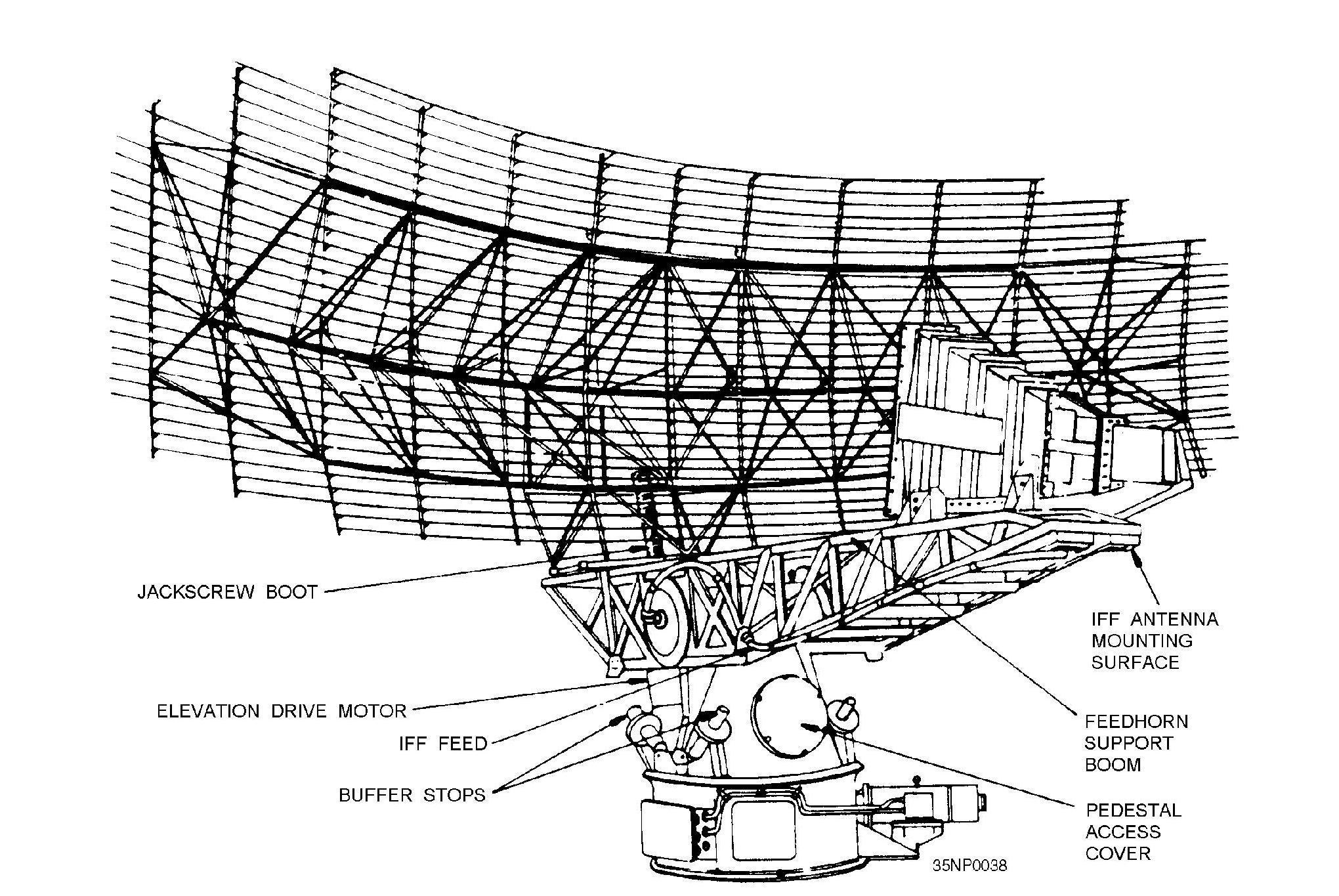
Антенна AS-3263/SPS-49(V) (ВМС США)

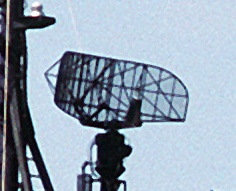
Антенна радара наблюдения

Вторичная радиолокация используется в авиации для опознавания. Основная особенность — использование активного ответчика на самолётах.
Принцип действия вторичного радиолокатора несколько отличается от принципа первичного радиолокатора. В основе устройства Вторичной радиолокационной станции лежат компоненты: передатчик, антенна, генераторы азимутальных меток, приёмник, сигнальный процессор, индикатор и самолётный ответчик с антенной.
Передатчик служит для формирования импульсов запроса в антенне на частоте 1030 МГц.

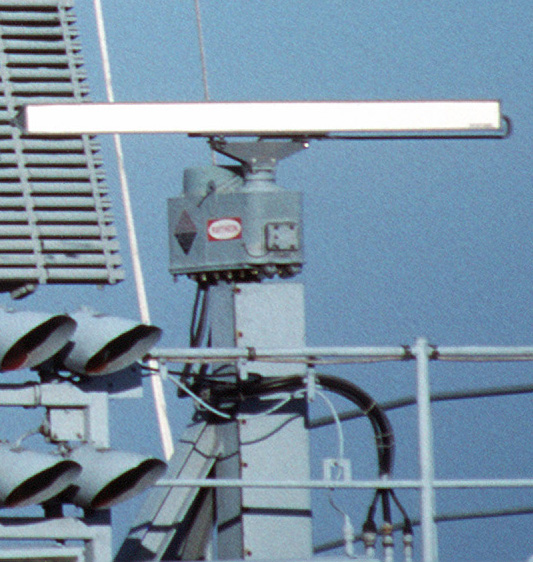
Щелевая волноводная антенна

Антенна для коммерческих морских радаров. Вращающаяся антенна излучает вертикальный веерообразный луч.

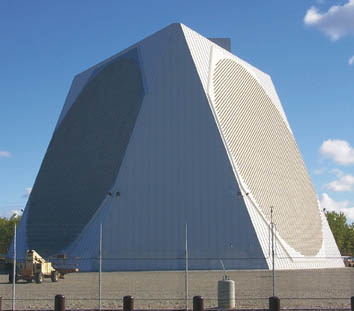
Фазированная антенная решётка: не все радиолокационные антенны должны вращаться для сканирования неба.

Антенна служит для излучения импульсов запроса и приёма отражённого сигнала. По стандартам ICAO для вторичной радиолокации антенна излучает на частоте 1030 МГц и принимает на частоте 1090 МГц.
Генераторы азимутальных меток служат для генерации азимутальных меток (англ. Azimuth Change Pulse, ACP) и метки Севера (англ. Azimuth Reference Pulse, ARP). За один оборот антенны РЛС генерируется 4096 масштабных азимутальных меток (для старых систем) или 16 384 улучшенных масштабных азимутальных метки (англ. Improved Azimuth Change pulse, IACP — для новых систем), а также одна метка Севера. Метка севера приходит с генератора азимутальных меток при таком положении антенны, когда она направлена на Север, а масштабные азимутальные метки служат для отсчёта угла разворота антенны.
Приёмник служит для приёма импульсов на частоте 1090 МГц.
Сигнальный процессор служит для обработки принятых сигналов.
Индикатор служит для отображения обработанной информации.
Самолётный ответчик с антенной служит для передачи содержащего дополнительную информацию импульсного радиосигнала обратно в сторону РЛС по запросу.
Принцип действия вторичного радиолокатора заключается в использовании энергии самолётного ответчика для определения положения воздушного судна. РЛС облучает окружающее пространство запросными импульсами P1 и P3, а также импульсом подавления P2 на частоте 1030 МГц. Оборудованные ответчиками воздушные суда, находящиеся в зоне действия луча запроса, при получении запросных импульсов, если действует условие P1,P3>P2, отвечают запросившей РЛС серией кодированных импульсов на частоте 1090 МГц, в которых содержится дополнительная информация о номере борта, высоте и так далее. Ответ самолётного ответчика зависит от режима запроса РЛС, а режим запроса определяется интервалом времени между запросными импульсами P1 и P3, например, в режиме запроса А (mode A) интервал времени между запросными импульсами станции P1 и P3 равен 8 микросекундам и при получении такого запроса ответчик воздушного судна кодирует в импульсах ответа свой номер борта.
В режиме запроса C (mode C) интервал времени между запросными импульсами станции равен 21 микросекунде и при получении такого запроса ответчик воздушного судна кодирует в импульсах ответа свою высоту.
Также РЛС может посылать запрос в смешанном режиме, например, Режим А, Режим С, Режим А, Режим С.
Азимут воздушного судна определяется углом поворота антенны, который, в свою очередь, определяется путём подсчёта масштабных азимутальных меток.
Дальность определяется по задержке пришедшего ответа. Если воздушное судно находится в зоне действия боковых лепестков, а не основного луча, или находится сзади антенны, то ответчик воздушного судна при получении запроса от РЛС получит на своём входе условие, что импульсы P1,P3<P2, то есть импульс подавления больше импульсов запроса. В этом случае ответчик запирается и не отвечает на запрос.
Принятый от ответчика сигнал обрабатывается приёмником РЛС, затем поступает на сигнальный процессор, который проводит обработку сигналов и выдачу информации конечному потребителю и (или) на контрольный индикатор.
Плюсы вторичной РЛС:
- более высокая точность;
- дополнительная информация о воздушном судне (номер борта, высота);
- малая по сравнению с первичными РЛС мощность излучения;
- большая дальность обнаружения.

## Диапазоны РЛС
| Обозначение IEEE / ITU | Этимология                 | Частоты      | Длина волны  | Примечания |
| ---------------------- | -------------------------- | ------------ | ------------ | --- |
| HF                     | англ. high frequency       | 3—30 МГц     | 10—100 м     | Радары береговой охраны, «загоризонтные» РЛС |
| P                      | англ. previous             | < 300 МГц    | > 1 м        | Использовался в первых радарах |
| VHF                    | англ. very high frequency  | 50—330 МГц   | 0,9—6 м      | Обнаружение на больших дальностях, исследования Земли |
| UHF                    | англ. ultra high frequency | 300—1000 МГц | 0,3—1 м      | Обнаружение на больших дальностях (например, артиллерийского обстрела), исследования лесов, поверхности Земли                                                                                                   |
| L                      | англ. Long                 | 1—2 ГГц      | 15—30 см     | наблюдение и контроль над воздушным движением |
| S                      | англ. Short                | 2—4 ГГц      | 7,5—15 см    | управление воздушным движением, метеорология, морские радары |
| C                      | англ. Compromise           | 4—8 ГГц      | 3,75—7,5 см  | метеорология, спутниковое вещание, промежуточный диапазон между X и S |
| X                      |                            | 8—12 ГГц     | 2,5—3,75 см  | управление оружием, наведение ракет, морские радары, погода, картографирование среднего разрешения; в США диапазон 10,525 ГГц ± 25 МГц используется в РЛС аэропортов                                            |
| Ku                     | англ. under K              | 12—18 ГГц    | 1,67—2,5 см  | картографирование высокого разрешения, спутниковая альтиметрия |
| K                      | нем. kurz — «короткий»     | 18—27 ГГц    | 1,11—1,67 см | использование ограничено из-за сильного поглощения водяным паром, поэтому используются диапазоны Ku и Ka. Диапазон K используется для обнаружения облаков, в полицейских дорожных радарах (24,150 ± 0,100 ГГц). |
| Ka                     | англ. above K              | 27—40 ГГц    | 0,75—1,11 см | Картографирование, управление воздушным движением на коротких дистанциях, специальные радары, управляющие дорожными фотокамерами (34,300 ± 0,100 ГГц)                                                           |
| mm                     |                            | 40—300 ГГц   | 1—7,5 мм     | миллиметровые волны, делятся на два следующих диапазона |
| V                      |                            | 40—75 ГГц    | 4,0—7,5 мм   | медицинские аппараты КВЧ, применяемые для физиотерапии |
| W                      |                            | 75—110 ГГц   | 2,7—4,0 мм   | сенсоры в экспериментальных автоматических транспортных средствах, высокоточные исследования погодных явлений                                                                                                   |

## Обозначения диапазонов частот, принятые вВС СШАиНАТОс1982г.[25]
| Обозначение | Частоты, МГц    | Длина волны, см | Примеры                                                                               |
| ----------- | --------------- | --------------- | ------------------------------------------------------------------------------------- |
| A           | < 100—256       | 120 — >300      | Радары раннего обнаружения и управления воздушным движением, напр. РЛС 1Л13 «НЕБО-СВ» |
| B           | 250 — 500       | 60 — 120        |                                                                                       |
| C           | 500 −1 000      | 30 — 60         |                                                                                       |
| D           | 1 000 — 2 000   | 15 — 30         |                                                                                       |
| E           | 2 000 — 3 000   | 10 — 15         |                                                                                       |
| F           | 3 000 — 4 000   | 7.5 — 10        |                                                                                       |
| G           | 4 000 — 6 000   | 5 — 7.5         |                                                                                       |
| H           | 6 000 — 8 000   | 3.75 — 5.00     |                                                                                       |
| I           | 8 000 — 10 000  | 3.00 — 3.75     | Бортовые многофункциональные РЛС (БРЛС)                                               |
| J           | 10 000 — 20 000 | 1.50 — 3.00     | РЛС наведения и подсвета цели (РПН), напр. 30Н6, 9С32                                 |
| K           | 20 000 — 40 000 | 0.75 — 1.50     |                                                                                       |
| L           | 40 000 — 60 000 | 0.50 — 0.75     |                                                                                       |
| M           | 60 000—100 000  | 0.30 — 0.50     |                                                                                       |